# Vzhodna Slovenija
Vzhodna Slovenija (koda NUTS SI01) je ena od dveh kohezijskih regij v Sloveniji po drugi ravni evropskega sistema klasifikacije teritorialnih enot (NUTS-2). Je večja od obeh regij in zajema 61,5 % ozemlja države ter približno 52 % prebivalstva. Hkrati je manj gospodarsko razvita, leta 2008 je prispevala 44,3 % državnega BDP, na račun tega, da večji delež regionalnega gospodarstva predstavljata kmetijstvo in industrija.
Največje mesto je Maribor, med ostalimi večjimi mesti v regiji pa so še Celje, Novo mesto, Velenje, Ptuj, Trbovlje, Murska Sobota in Postojna.
Nadalje se deli na naslednje statistične regije:
- SI01 – Vzhodna Slovenija
  - SI011 – Pomurska
  - SI012 – Podravska
  - SI013 – Koroška
  - SI014 – Savinjska
  - SI015 – Zasavska
  - SI016 – Spodnjeposavska
  - SI017 – Jugovzhodna Slovenija
  - SI018 – Notranjsko-kraška

Regije nimajo administrativne funkcije in tudi kohezijski regiji obstajata zgolj v namen uveljavljanja evropske regionalne politike.